# Fussballclub Zürich 2012-2013
Questa voce raccoglie le informazioni riguardanti il Fussballclub Zürich nelle competizioni ufficiali della stagione 2012-2013.

## Stagione
Nella stagione 2012-2013 il Zurigo, allenato da Rolf Fringer e Urs Meier, concluse il campionato di Super League al 4º posto. In Coppa Svizzera il Zurigo fu eliminato in semifinale dal Grasshoppers.

## Rosa
| N. |                     | Ruolo | Calciatore            |
| -- | ------------------- | ----- | --------------------- |
| 1  | Svizzera (bandiera) | P     | David Da Costa        |
| 3  | Svizzera (bandiera) | D     | Loris Benito          |
| 4  | Svizzera (bandiera) | D     | Raphael Koch          |
| 5  | Albania (bandiera)  | D     | Berat Djimsiti        |
| 6  | Svizzera (bandiera) | D     | Stefan Glarner        |
| 7  | Svizzera (bandiera) | A     | Mario Gavranović      |
| 8  | Croazia (bandiera)  | C     | Stjepan Kukuruzović   |
| 9  | Tunisia (bandiera)  | A     | Amine Chermiti        |
| 10 | Svizzera (bandiera) | C     | Davide Chiumiento     |
| 10 | Brasile (bandiera)  | C     | Pedro Henrique Konzen |
| 11 | Svizzera (bandiera) | A     | Josip Drmić           |
| 14 | Serbia (bandiera)   | C     | Milan Gajić           |
| 15 | Svizzera (bandiera) | C     | Oliver Buff           |
| 16 | Svizzera (bandiera) | D     | Philippe Koch         |
| 17 | Tunisia (bandiera)  | A     | Yassine Chikhaoui     |

| N. |                               | Ruolo | Calciatore         |
| -- | ----------------------------- | ----- | ------------------ |
| 18 | Svizzera (bandiera)           | P     | Yanick Brecher     |
| 19 | Svizzera (bandiera)           | D     | Armin Alesevic     |
| 20 | Albania (bandiera)            | C     | Burim Kukeli       |
| 21 | Svizzera (bandiera)           | C     | Mike Kleiber       |
| 21 | Macedonia del Nord (bandiera) | A     | Adis Jahović       |
| 22 | Montenegro (bandiera)         | C     | Asmir Kajević      |
| 24 | Svizzera (bandiera)           | C     | Maurice Brunner    |
| 26 | Svizzera (bandiera)           | D     | André Caetano      |
| 26 | Svizzera (bandiera)           | C     | Cédric Brunner     |
| 27 | Svizzera (bandiera)           | C     | Marco Schönbächler |
| 28 | Francia (bandiera)            | D     | Mathieu Béda       |
| 31 | Svizzera (bandiera)           | P     | Andres Malloth     |
| 33 | Svizzera (bandiera)           | C     | Davide Mariani     |
| 35 | Svizzera (bandiera)           | A     | Jordi Nsiala       |

## Organigramma societario
Area tecnica
- Allenatore: Urs Meier
- Allenatore in seconda: Harry Gämperle, Erich Hänzi
- Preparatore dei portieri: Stefan Knutti
- Preparatori atletici:

## Calciomercato

### Sessione estiva
| Acquisti | Acquisti                | Acquisti            | Acquisti |
| R.       | Nome                    | da                  | Modalità |
| -------- | ----------------------- | ------------------- | -------- |
| A        | Adis Jahović            | Wil                 |          |
| C        | Davide Chiumiento       | Vancouver Whitecaps |          |
| D        | André Caetano           | Aarau               |          |
| P        | David Da Costa          | Thun                |          |
| A        | Joetex Asamoah Frimpong | Grenchen            |          |
| A        | Mario Gavranović        | Magonza             |          |
| C        | Burim Kukeli            | Lucerna             |          |

| Cessioni | Cessioni         | Cessioni    | Cessioni |
| R.       | Nome             | a           | Modalità |
| -------- | ---------------- | ----------- | -------- |
| C        | Maurice Brunner  | Winterthur  |          |
| C        | Silvan Aegerter  | Lugano      |          |
| D        | Heinz Barmettler | Şamaxı      |          |
| P        | Johnny Leoni     | Omonia      |          |
| C        | Adrian Nikçi     | Hannover 96 |          |
| A        | Rafael Ramazotti | Gil Vicente |          |
| D        | Scott Sutter     | Young Boys  |          |
| C        | Chaker Zouaghi   | Espérance   |          |

### Sessione invernale
| Acquisti | Acquisti        | Acquisti   | Acquisti |
| R.       | Nome            | da         | Modalità |
| -------- | --------------- | ---------- | -------- |
| C        | Maurice Brunner | Winterthur |          |

| Cessioni | Cessioni                | Cessioni | Cessioni |
| R.       | Nome                    | a        | Modalità |
| -------- | ----------------------- | -------- | -------- |
| D        | Jorge Teixeira          | Siena    |          |
| A        | Joetex Asamoah Frimpong | Grenchen |          |

## Risultati

### Super League

#### Prima fase, girone di andata
| Arbitro: | Amhof |

|            |           |                       |
| Winter 90’ | Marcatori | 24’ (rig.) Gavranović |

| Arbitro: | Studer |

|  |           |                         |
|  | Marcatori | 39’ Demiri 90’ Ngamukol |

| Arbitro: | Klossner |

|                                 |           |                |
| Scarione 38’ Čavušević 45’, 81’ | Marcatori | 41’ Gavranović |

| Arbitro: | Jaccottet |

|                                                     |           |  |
| Drmić 14’ Chermiti 38’ (rig.), 48’ Schönbächler 82’ | Marcatori |  |

| Arbitro: | Jaccottet |

|                                             |           |           |
| Bobadilla 28’, 35’ Farnerud 54’ Nuzzolo 69’ | Marcatori | 44’ Drmić |

| Arbitro: | Graf |

|           |           |                |
| Eudis 15’ | Marcatori | 45’ Chiumiento |

| Arbitro: | Wermelinger |

|                       |           |  |
| Chiumiento 35’ (rig.) | Marcatori |  |

| Basilea 2 settembre 2012, ore 16:00 CEST 8ª giornata | Basilea | 0 – 0 referto | Zurigo | St. Jakob-Park (30 423 spett.)\| Arbitro: \| Carrell \| |
| Arbitro:                                             | Carrell |               |        |                                                         |

| Arbitro: | Hänni |

|  |           |           |
|  | Marcatori | 54’ Zuber |

#### Prima fase, girone di ritorno
| Arbitro: | Gremaud |

|  |           |                            |
|  | Marcatori | 14’ Scarione 55’ Čavušević |

| Arbitro: | Graf |

|                           |           |                             |
| Lafferty 7’ Margairaz 26’ | Marcatori | 46’ Gavranović 90’ Teixeira |

| Arbitro: | Jaccottet |

|                  |           |                     |
| Schönbächler 30’ | Marcatori | 74’ (rig.) Costanzo |

| Arbitro: | Wermelinger |

|  |           |                            |
|  | Marcatori | 66’ Schönbächler 83’ Drmić |

| Arbitro: | Kever |

|                       |           |                   |
| Gavranović 86’ (rig.) | Marcatori | 6’ Schär 29’ Frei |

| Arbitro: | Jaccottet |

|               |           |                                               |
| Schneuwly 89’ | Marcatori | 15’ Teixeira 28’ Jahović 46’, 77’ Kukuruzović |

| Arbitro: | Erlachner |

|  |           |                      |
|  | Marcatori | 26’ Wiss 57’ Andrist |

| Arbitro: | San |

|  |           |                      |
|  | Marcatori | 60’ Tréand 62’ Eudis |

| Arbitro: | Graf |

|                     |           |  |
| Hajrović 21’ (rig.) | Marcatori |  |

#### Seconda fase, girone di andata
| Arbitro: | Klossner |

|                       |           |  |
| Chermiti 5’ Drmić 90’ | Marcatori |  |

| Arbitro: | Erlachner |

|         |           |                 |
| Wiss 2’ | Marcatori | 68’ (rig.) Béda |

| Arbitro: | Pache |

|                                                   |           |  |
| Drmić 17’ Chermiti 48’ Gavranović 67’ Jahović 79’ | Marcatori |  |

| Arbitro: | Klossner |

|                                 |           |             |
| Drmić 13’, 63’ Schönbächler 38’ | Marcatori | 62’ N'Djeng |

| Arbitro: | Studer |

|  |           |                                                                |
|  | Marcatori | 12’ (aut.) Schindelholz 48’ Buff 55’ Drmić 62’ (rig.) Chermiti |

| Arbitro: | Jaccottet |

|                      |           |                          |
| Karanović 73’ (rig.) | Marcatori | 63’ Chermiti 90’ Jahović |

| Arbitro: | Hänni |

|          |           |                                |
| Koch 73’ | Marcatori | 63’ Wüthrich 67’, 90’ Scarione |

| Arbitro: | Jaccottet |

|                       |           |                                                      |
| Gajić 32’ (rig.), 51’ | Marcatori | 12’ (rig.) Hajrović 25’ Lang 62’ Salatic 70’ Vilotić |

| Arbitro: | Drachta |

|                                     |           |           |
| Frei 58’ Schär 87’ (rig.) Salah 89’ | Marcatori | 25’ Drmić |

#### Seconda fase, girone di ritorno
| Arbitro: | Graf |

|                                                |           |  |
| Kukuruzović 18’, 53’ Chikhaoui 60’ Jahović 90’ | Marcatori |  |

| Arbitro: | Studer |

|              |           |                              |
| Scarione 90’ | Marcatori | 17’ Kukuruzović 73’ Chermiti |

| Arbitro: | Amhof |

|           |           |                  |
| Martin 6’ | Marcatori | 67’ (rig.) Drmić |

| Arbitro: | Hänni |

|                                         |           |            |
| Gajić 69’ Schönbächler 87’ Henrique 90’ | Marcatori | 8’ Stocker |

| Arbitro: | Graf |

|  |           |              |
|  | Marcatori | 59’ Chermiti |

| Arbitro: | Pache |

|                                                         |           |          |
| Gavranović 45’ Schönbächler 66’ Drmić 90’ Chikhaoui 90’ | Marcatori | 58’ Sarr |

| Arbitro: | Erlachner |

|                      |           |                                                        |
| Afum 6’ Farnerud 64’ | Marcatori | 19’ Drmić 33’ Chermiti 52’ (rig.) Gajić 56’ Gavranović |

| Arbitro: | Studer |

|                             |           |  |
| Gavranović 51’ Chermiti 83’ | Marcatori |  |

| Arbitro: | Bieri |

|                                               |           |                          |
| Vanczák 54’ Kololli 61’ Karlen 73’ Veloso 86’ | Marcatori | 50’ Gavranović 55’ Drmić |

### Coppa Svizzera
| 16 settembre 2012, ore 15:00 CEST Primo turno | Echallens | 0 – 6 | Zurigo |  |

| 10 novembre 2012, ore 15:00 CET Secondo turno | Black Stars Basilea | 1 – 3 | Zurigo |  |

| 9 dicembre 2012, ore 14:00 CET Ottavi di finale | Köniz | 1 – 5 | Zurigo |  |

| Arbitro: | Amhof |

|                       |           |                                                      |
| Muslin 28’ Audino 95’ | Marcatori | 5’ Gavranović 93’ Gajić 114’ Drmić 118’ Schönbächler |

| Arbitro: | Bieri |

|            |           |                            |
| Benito 22’ | Marcatori | 39’ Feltscher 94’ Hajrović |

## Statistiche

### Statistiche di squadra
| Competizione   | Punti | In casa | In casa | In casa | In casa | In casa | In casa | In trasferta | In trasferta | In trasferta | In trasferta | In trasferta | In trasferta | Totale | Totale | Totale | Totale | Totale | Totale | DR  |
| Competizione   | Punti | G       | V       | N       | P       | Gf      | Gs      | G            | V            | N            | P            | Gf           | Gs           | G      | V      | N      | P      | Gf     | Gs     | DR  |
| -------------- | ----- | ------- | ------- | ------- | ------- | ------- | ------- | ------------ | ------------ | ------------ | ------------ | ------------ | ------------ | ------ | ------ | ------ | ------ | ------ | ------ | --- |
| Super League   | 55    | 18      | 9       | 1       | 8       | 32      | 22      | 18           | 7            | 6            | 5            | 30           | 26           | 36     | 16     | 7      | 13     | 62     | 48     | +14 |
| Coppa Svizzera | -     | 1       | 0       | 0       | 1       | 1       | 2       | 4            | 4            | 0            | 0            | 18           | 4            | 5      | 4      | 0      | 1      | 19     | 6      | +13 |
| Totale         | 55    | 19      | 9       | 1       | 9       | 33      | 24      | 22           | 11           | 6            | 5            | 48           | 30           | 41     | 20     | 7      | 14     | 81     | 54     | +27 |

### Andamento in campionato
| Giornata  | 1 | 2 | 3 | 4 | 5 | 6 | 7 | 8 | 9 | 10 | 11 | 12 | 13 | 14 | 15 | 16 | 17 | 18 | 19 | 20 | 21 | 22 | 23 | 24 | 25 | 26 | 27 | 28 | 29 | 30 | 31 | 32 | 33 | 34 | 35 | 36 |
| --------- | - | - | - | - | - | - | - | - | - | -- | -- | -- | -- | -- | -- | -- | -- | -- | -- | -- | -- | -- | -- | -- | -- | -- | -- | -- | -- | -- | -- | -- | -- | -- | -- | -- |
| Luogo     | T | C | T | C | T | T | C | T | C | C  | T  | C  | T  | C  | T  | C  | C  | T  | C  | T  | C  | C  | T  | T  | C  | C  | T  | C  | T  | T  | C  | T  | C  | T  | C  | T  |
| Risultato | N | P | P | V | P | N | V | N | P | P  | N  | N  | V  | P  | V  | P  | P  | P  | V  | N  | V  | V  | V  | V  | P  | P  | P  | V  | V  | N  | V  | V  | V  | V  | V  | P  |
| Posizione | 3 | 9 | 9 | 7 | 7 | 7 | 6 | 7 | 7 | 8  | 8  | 8  | 7  | 6  | 6  | 6  | 7  | 9  | 7  | 6  | 6  | 6  | 5  | 5  | 5  | 5  | 5  | 5  | 5  | 5  | 5  | 4  | 4  | 4  | 4  | 4  |

Legenda:

Luogo: C = Casa; T = Trasferta. Risultato: V = Vittoria; N = Pareggio; P = Sconfitta.

### Statistiche dei giocatori
| Giocatore       | Super League | Super League | Super League | Super League | Coppa Svizzera | Coppa Svizzera | Coppa Svizzera | Coppa Svizzera | Totale   | Totale | Totale      | Totale     |
| Giocatore       | Presenze     | Reti         | Ammonizioni  | Espulsioni   | Presenze       | Reti           | Ammonizioni    | Espulsioni     | Presenze | Reti   | Ammonizioni | Espulsioni |
| --------------- | ------------ | ------------ | ------------ | ------------ | -------------- | -------------- | -------------- | -------------- | -------- | ------ | ----------- | ---------- |
| A. Alesevic     | 1            | 0            | 0            | 0            | 0              | 0              | 0              | 0              | 1        | 0      | 0           | 0          |
| L. Benito       | 28           | 0            | 6            | 0            | 2              | 1              | 0              | 0              | 30       | 1      | 6           | 0          |
| Y. Brecher      | 1            | 0            | 0            | 0            | 0              | 0              | 0              | 0              | 1        | 0      | 0           | 0          |
| C. Brunner      | 0            | 0            | 0            | 0            | 0              | 0              | 0              | 0              | 0        | 0      | 0           | 0          |
| M. Brunner      | 7            | 0            | 0            | 0            | 1              | 0              | 0              | 0              | 8        | 0      | 0           | 0          |
| O. Buff         | 24           | 1            | 7            | 1            | 1              | 0              | 0              | 0              | 25       | 1      | 7           | 1          |
| M. Béda         | 17           | 1            | 6            | 0            | 2              | 0              | 0              | 0              | 19       | 1      | 6           | 0          |
| A. Caetano      | 1            | 0            | 0            | 0            | 0              | 0              | 0              | 0              | 1        | 0      | 0           | 0          |
| A. Chermiti     | 25           | 10           | 4            | 0            | 2              | 0              | 2              | 0              | 27       | 10     | 6           | 0          |
| Y. Chikhaoui    | 13           | 2            | 3            | 0            | 2              | 0              | 0              | 0              | 15       | 2      | 3           | 0          |
| D. Chiumiento   | 18           | 2            | 1            | 0            | 0              | 0              | 0              | 0              | 18       | 2      | 1           | 0          |
| D. Costa        | 35           | 0            | 3            | 0            | 2              | 0              | 1              | 0              | 37       | 0      | 4           | 0          |
| L. Di Gregorio  | 0            | 0            | 0            | 0            | 0              | 0              | 0              | 0              | 0        | 0      | 0           | 0          |
| B. Djimsiti     | 34           | 0            | 3            | 0            | 2              | 0              | 0              | 0              | 36       | 0      | 3           | 0          |
| J. Drmić        | 31           | 13           | 5            | 0            | 2              | 1              | 0              | 0              | 33       | 14     | 5           | 0          |
| J. Frimpong     | 7            | 0            | 0            | 0            | 0              | 0              | 0              | 0              | 7        | 0      | 0           | 0          |
| M. Gajić        | 16           | 4            | 3            | 0            | 2              | 1              | 1              | 0              | 18       | 5      | 4           | 0          |
| M. Gavranović   | 32           | 9            | 7            | 0            | 2              | 1              | 0              | 0              | 34       | 10     | 7           | 0          |
| S. Glarner      | 26           | 0            | 3            | 0            | 0              | 0              | 0              | 0              | 26       | 0      | 3           | 0          |
| A. Guatelli     | 0            | 0            | 0            | 0            | 0              | 0              | 0              | 0              | 0        | 0      | 0           | 0          |
| P. Henrique     | 17           | 1            | 4            | 1            | 0              | 0              | 0              | 0              | 17       | 1      | 4           | 1          |
| A. Jahović      | 16           | 4            | 3            | 0            | 2              | 0              | 1              | 0              | 18       | 4      | 4           | 0          |
| A. Kajević      | 5            | 0            | 0            | 1            | 0              | 0              | 0              | 0              | 5        | 0      | 0           | 1          |
| M. Kleiber      | 1            | 0            | 0            | 0            | 0              | 0              | 0              | 0              | 1        | 0      | 0           | 0          |
| P. Koch         | 28           | 0            | 5            | 0            | 2              | 0              | 1              | 0              | 30       | 0      | 6           | 0          |
| R. Koch         | 20           | 1            | 4            | 0            | 0              | 0              | 0              | 0              | 20       | 1      | 4           | 0          |
| B. Kukeli       | 12           | 0            | 0            | 1            | 0              | 0              | 0              | 0              | 12       | 0      | 0           | 1          |
| S. Kukuruzović  | 28           | 5            | 1            | 0            | 1              | 0              | 0              | 0              | 29       | 5      | 1           | 0          |
| L. Magnin       | 3            | 0            | 0            | 0            | 0              | 0              | 0              | 0              | 3        | 0      | 0           | 0          |
| A. Malloth      | 0            | 0            | 0            | 0            | 0              | 0              | 0              | 0              | 0        | 0      | 0           | 0          |
| D. Mariani      | 16           | 0            | 0            | 0            | 2              | 0              | 0              | 0              | 18       | 0      | 0           | 0          |
| J. Nsiala       | 0            | 0            | 0            | 0            | 0              | 0              | 0              | 0              | 0        | 0      | 0           | 0          |
| M. Schönbächler | 30           | 6            | 4            | 0            | 1              | 1              | 0              | 0              | 31       | 7      | 4           | 0          |
| J. Teixeira     | 12           | 2            | 1            | 1            | 0              | 0              | 0              | 0              | 12       | 2      | 1           | 1          |